# 菲尔梅耶
菲尔梅耶（法語：Furmeyer，法語發音：[fyʁmɛje]）是法国上阿尔卑斯省的一个市镇，属于加普区。

## 地理
菲尔梅耶（44°32'11"N, 5°51'13"E）面积14.27 平方千米，位于法国普罗旺斯-阿尔卑斯-蓝色海岸大区上阿尔卑斯省，该省份为法国东南部内陆省份，北起萨瓦省，西北接伊泽尔省，西南接德龙省，南至上普罗旺斯阿尔卑斯省，东北部与意大利接壤。
与菲尔梅耶接壤的市镇（或旧市镇、城区）包括：奥兹新堡、蒙莫尔、韦讷。
菲尔梅耶的时区为UTC+01:00、UTC+02:00（夏令时）。

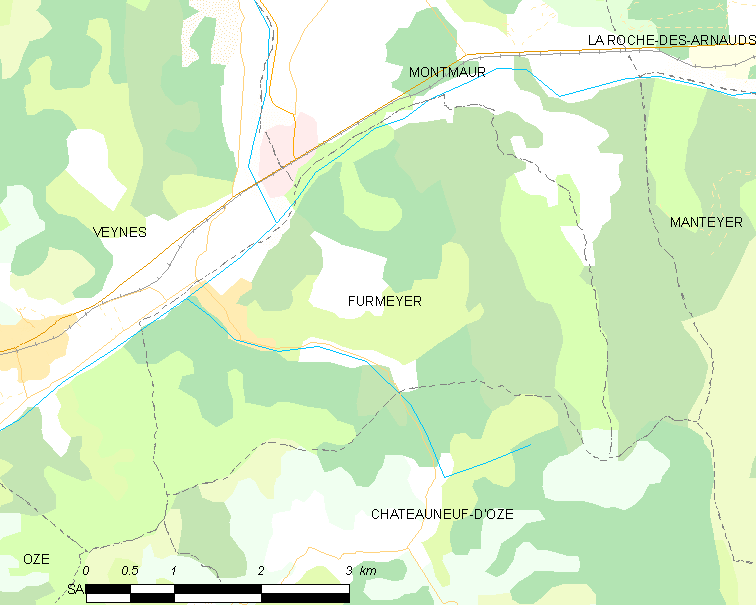
菲尔梅耶的OSM定位图

## 行政
菲尔梅耶的邮政编码为05400，INSEE市镇编码为05060。

## 政治
菲尔梅耶所属的省级选区为韦讷县。

## 人口

1962-2008年间菲尔梅耶人口变化图示

菲尔梅耶于2022年1月1日时的人口数量为175人。